# Pedro María Zabalza Inda
Pedro María Zabalza Inda (Pamplona, 13 d'abril de 1944) fou un jugador i entrenador navarrès de futbol. Va ser internacional amb la selecció espanyola.

## Trajectòria
Va fitxar per pel CA Osasuna l'any 1964 procedent del CD Oberena. L'estiu de 1967 fou fitxat pel FC Barcelona, on debutà a la primera divisió espanyola. Al club català hi romangué durant sis temporades amb 149 partits a primera i guanyant dues Copes d'Espanya. Posteriorment jugà a l'Athletic Club, i acabà la seva carrera a l'Osasuna el 1977. Fou internacional amb Espanya i Catalunya. Posteriorment fou entrenador a Osasuna i al Rayo Vallecano.

## Palmarès
FC Barcelona
- Copa del Rei de futbol: 2
  - 1968, 1971